# Marek Oleśnicki
Marek Oleśnicki herbu Dębno (zm. przed 19 grudnia 1639 roku) – sędzia bełski od 1630 roku, pisarz bełski w latach 1612-1627, rotmistrz wojska powiatowego województwa bełskiego w 1619 roku.